# 신길우
신길우(申吉雨, 1941년 6월 20일 ~ )는 대한민국의 수필가이자 국어학자이다.

## 생애
신길우의 본명은 신경철(申景澈)이며 1941년에 충청남도 대덕군(현 대전광역시)에서 태어났다. 대전고등학교를 졸업하고 충남대학교에서 수학했으며, 고려대학교, 단국대학교 대학원에서 문학 박사를 받았다. 《공동수필》에 〈똑똑한 사람〉외 4편을 발표하며 수필가로 등단했다. 상지대학교 교수, 중국 연변대학교 수필창작 담당 초빙교수를 역임하였고, 연변대 재직 시 윤동주의 여동생 윤혜원과 친분을 맺어 연변 조선족 초중고등학생의 문학 작품을 대상으로 수여하는 '윤동주 문학상'의 심사위원으로 활동하였다. 2012년에는 중국 연변을 비롯한 해외 교포들의 문학 작품을 다루는 것을 목표로 한 문예지 '문학의강'을 창간하였고, 2013년 기준으로는 한국수필문학가협회 이사, 서울 서초문인협회 회장직을 역임하고 있다.

## 수필집
- 교단의 미소 (1971)
- 어떤 미결 (1985)
- 차 한 잔의 행복 (국학자료원, 1996)
- 모기 사냥 (태학사, 2000)
- 수필과 인생 (태학사, 2001)
- 아버지가 심은 나무 (박이정, 2002)
- 언덕 위의 집 (한국문학도서관, 2003)
- 새와 인간 (박이정, 2005)
- 천국과 인간세계 (정인각, 2006)
- 수필인생 40년 (2006)

## 시집
- 남한강 연가 (태학사, 2006)

## 연구서
- 한자자석연구 (1978)
- 국어자석연구 (태학사, 1993)